# Зв'язана вода
Вода́ зв'я́зана (англ. fixed water; bound (residual) water; interstitial water) — частина підземних вод, яка фізично або хімічно утримується твердою речовиною гірських порід. 
На відміну від води вільної (гравітаційної) зв'язана вода нерухома або слабкорухома. Вона поділяється на воду в твердій речовині породи і воду в порах. До зв'язаної води в твердій речовині належить вода, яка входить в структуру твердої речовини: кристалізаційна, конституційна, цеолітна. Зв'язана вода в порах (міцнозв'язана і адгезійна), покриває тверді частки (зерна) породи. 

Рис. 1. Ізотерми розклинюючого тиску змочуючих плівок (за Б. В. Дерягіним та М. В. Чураєвим): h — товщина плівки;
П — розклинюючий тиск. 1 — товсті (~100 нм) стабільні плівки, хороша змочуваність; 2 — товсті метастабільні β-плівки, які при прориві переходять у тонкі (~10 нм) термодинамічно стійкі α-плівки; 3 — тонкі α-плівки (~1 нм), погана змочуваність.

Міцнозв'язана вода (так звана плівкова вода) на поверхні гірських порід утворює два шари: один порівняно тонкий шар (товщиною в декілька молекул — альфа-плівка), прилеглий безпосередньо до поверхні частки, і другий (значно більший за товщиною — бета-плівка) — шар так звваної адсорбційної води. Утримуються ці два види зв'язано води за рахунок ван-дер-ваальсових сил (дисперсійні, орієнтаційні та індукційні взаємодії молекул), а також специфічних водневих та хімічних зв'язків, що виникають між молекулами твердої поверхні і води, а також між молекулами самої води. 
Особливо значна кількість зв'язаної води міститься в тонкодисперсних, глинистих породах, які характеризуються дуже дрібними порами і великою поверхнею часток. Кількість зв'язаної води в глинах залежить від їх мінералогії, складу обмінних катіонів, температури. Більше за все її міститься в монтморилонітових глинах. Зі зростанням температури об'єм зв'язаної води меншає передусім за рахунок руйнування адсорбційної води і переходу її у вільну воду. Видалення зв'язаної води являє собою основну проблему при глибокому зневодненні продуктів збагачення корисних копалин, підготовці вугілля до гідрогенізації тощо.